# Fokanov
Fokanov je priimek več oseb:
- Jakov Stepanovič Fokanov, sovjetski general
- Anatolij Fokanov, ruski pevec